# كاتي هوف
كاثرين «كاتي» إليز هوف: (بالإنجليزية: Katie Hoff)‏ (من مواليد 3 يونيو 1989 في بالو ألتو، كاليفورنيا) هي سباحة أميركية. هوف هي الأقوى في سباق 200 متر و 400 فرد، على الرغم من أنها لم تكن قادرة على السباحة في العديد من المسابقات، بدءاً من سباق 200 متر إلى 800 متر سباحة حرة. ونافست هي في دورة الألعاب الأولمبية الصيفية عام 2004 والألعاب الأولمبية الصيفية 2008، حيث حصلت على ميدالية فضية وميداليتين برونزيتين.

## روابط خارجية
- كاتي هوف على موقع الاتحاد الدولي للسباحة (الإنجليزية)
- كاتي هوف على موقع SwimRankings.net (الإنجليزية)
- كاتي هوف على موقع اللجنة الأولمبية الدولية (الإنجليزية)
- كاتي هوف على موقع أوليمبيديا (الإنجليزية)
- كاتي هوف على موقع اللجنة الأولمبية والبارالمبية الأمريكية (الإنجليزية)